# Заколодна Ольга Валентинівна
О́льга Валенти́нівна Заколо́дна (* 1973; до шлюбу Захарова) — українська альпіністка та тренерка. Майстер спорту міжнародного класу; чемпіонка світу та України.

## Життєпис
Народилась 1973 року.

### Спортивні досягнення
- Чемпіонка світу (1999)
- та 4-те місце (2003)
- тричі володарка Кубка світу (1998, 1999, 2001),
- призерка (2000, 2002, 2004);
- чемпіонка України[3]
- призерка чемпіонату Європи (2002, 2003).

Згодом — викладачка; Миколаївський фаховий коледж культури і мистецтв.
Серед вихованок — Анастасія Заколодна та Ксенія Захарова. Донька Маргарита — майстер спорту зі спортивного скелелазіння.
В часі війни готувала обіди для військових та бійців територіальної оборони.
Її чоловік, Олександр Заколодний, загинув у січні 2023 року у бою під Соледаром. Родина виховувала двох дітей Ольги від першого шлюбу й двох спільних. У перші дні повномасштабного вторгнення чоловік відвіз Ольгу й дітей до Львова.